# Amaxia reticulata
Amaxia reticulata är en fjärilsart som beskrevs av Rothschild 1909. Amaxia reticulata ingår i släktet Amaxia och familjen björnspinnare. Inga underarter finns listade i Catalogue of Life.